# Ampheres spinipes
Ampheres spinipes is een hooiwagen uit de familie Gonyleptidae. De wetenschappelijke naam van Ampheres spinipes gaat terug op Perty.